# Stenocercus roseiventris
Stenocercus roseiventris là một loài thằn lằn trong họ Tropiduridae. Loài này được D’Orbigny Duméril & Bibron mô tả khoa học đầu tiên năm 1837.

## Hình ảnh

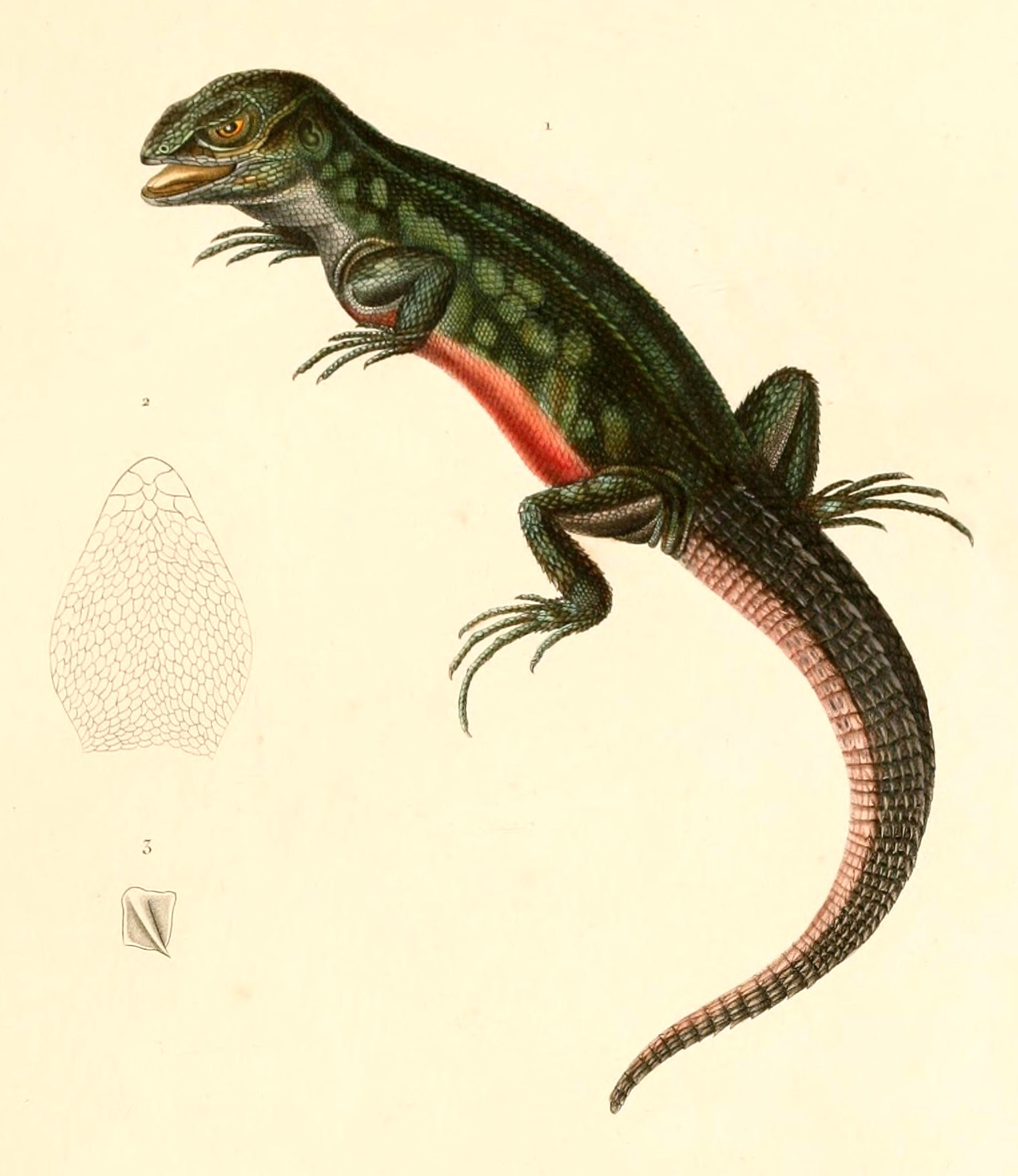